# Запомни ночь
«Запомни ночь» или «Помни эту ночь» (англ. Remember the Night) — классическая рождественская романтическая комедия, снятая режиссёром Митчеллом Лейзеном и вышедшая на экраны в 1940 году. Последний сценарий Престона Стёрджеса, поставленный не им самим.

## Сюжет
Молодую женщину по имени Ли Линдер арестовывают при попытке похитить браслет из ювелирного магазина. Заседание суда проходит перед Рождеством. Адвокат заявляет, что Ли была загипнотизирована блеском драгоценностей и не могла себя контролировать. Прокурор Джон Сарджент отмечает, что такая трактовка событий требует заключения эксперта-психолога, которое можно сделать только после праздников. Судья выносит решение отложить дело и устанавливает залог в размере 5 тысяч долларов. Джон из сочувствия к женщине, которой придётся провести рождественские каникулы в тюрьме, просит знакомого внести нужную сумму. Однако Ли некуда идти, поэтому прокурор предлагает по пути к своим близким подвезти её в родной городок в Индиане, чтобы после многих лет повидаться с матерью. После дорожных приключений и неудачной встречи с матерью Джон приглашает её к себе домой, где та впервые оказывается в атмосфере настоящего семейного праздника...

## В ролях
- Барбара Стэнвик — Ли Линдер
- Фред Макмюррей — Джон Сарджент
- Бьюла Бонди — миссис Сарджент, мать Джона
- Элизабет Паттерсон — тётя Эмма
- Уиллард Робертсон — Фрэнсис О'Лири
- Стерлинг Холлоуэй — Уилли Симмс
- Чарльз Валдрон — судья в Нью-Йорке
- Пол Гилфойл — окружной прокурор
- Чарльз Арнт — Том
- Джон Рэй — Хэнк, фермер
- Томас В. Росс — мистер Эмори, судья в маленьком городке
- Фред Тунс — Руфус, слуга Джона
- Том Кеннеди — Толстый Майк
- Джорджия Кейн — мать Ли
- Вирджиния Бриссак — миссис Эмори